# Creagrutus britskii
Creagrutus britskii är en fiskart som beskrevs av Richard P. Vari och Edgar von Harold 2001. Creagrutus britskii ingår i släktet Creagrutus och familjen Characidae. IUCN kategoriserar arten globalt som livskraftig. Inga underarter finns listade i Catalogue of Life.